# Teritorijalna obrana Bosne i Hercegovine
Teritorijalna obrana Bosne i Hercegovine (TO BiH) bila je prva službena oružana snaga Republike Bosne i Hercegovine početkom rata u Bosni i Hercegovini. Sredinom 1992. preustrojena je u Armiju BiH.

## Povijest
TO BiH ustrojena je 8. travnja 1992. godine kao odgovor na velikosrpsku agresiju na Bosnu i Hercegovinu. U određenom smislu je TO bila nastavak prijašnje teritorijalne obrane koja je bila rezerni dio JNA. Od jedinica TO-a odanih predsjedništvu BiH ustrojena je TO BiH kao državna vojska neovisne Bosne i Hercegovine.
TO BiH je od početka bila slabo naoružana, jer je JNA preuzela gotovo sva vojna skladišta u kojima se držalo oružje prijašnje TO. Vodstvo Hrvatskog vijeća obrane (HVO), koje je ustrojeno isti dan kad i TO BiH, izjavilo je da ne priznaje nadležnost TO BiH nad jedinicama HVO-a, smatrajući TO BiH samo iskompromitiranim nastavkom prijašnje TO, s time da je HVO i dalje u službi suverene BiH.
Do svibnja 1992., u sastav TO BiH priključena je Patriotska liga Bosne i Hercegovine (PL BiH), bošnjačka dobrovoljačka formacija pod zapovjedništvom Sefera Halilovića.
Krajem svibnja 1992. od 44 vojna zapovjednika TO BiH, njih 43 su bili Muslimani, a jedan Srbin.

## Zapovjednici
- pukovnik Hasan Efendić
- pukovnik Stjepan Šiber
- pukovnik Jovan Divjak